# Jan Mølby
Jan Mølby (Kolding, 4 luglio 1963) è un dirigente sportivo ed ex calciatore danese, di ruolo centrocampista, che ha trascorso gran parte della sua carriera da professionista nel club di calcio inglese del Liverpool.

## Biografia
È cugino del calciatore Johnny Mølby, che divenne campione d'Europa nel 1992 con la Nazionale danese.

## Caratteristiche tecniche
Era un centrocampista dotato di buona tecnica e visione di gioco.

## Carriera

### Giocatore

#### Club
Mølby iniziò la sua carriera di calciatore nel Kolding IF, il maggior club di calcio della sua città, Kolding, di cui divenne capitano all'età di 19 anni, prima di trasferirsi nell'Ajax, dove vinse il campionato olandese nel 1983.
L'allenatore del Liverpool Joe Fagan invitò Mølby per un provino per dieci giorni, al termine del quale fu ingaggiato nei Reds il 22 agosto 1984. Mølby debuttò tre giorni dopo pareggiando per 3-3 nella partita di campionato contro il Norwich City a Carrow Road. Segnò il suo primo gol per il Liverpool il 1º dicembre 1984 in campionato nella sconfitta per 3-1 contro il Chelsea a Stamford Bridge. Mølby non riuscì a brillare nella sua prima annata nel Liverpool e visse una stagione sottotono, come la squadra, che non riuscì a vincere un trofeo importante per la prima volta dal 1975.
Nella stagione 1985-86 Kenny Dalglish, neo giocatore-allenatore, riponendo fiducia in Mølby, lo promosse titolare in prima squadra. In numerose occasioni, lo schema tattico di Dalglish prevedeva che Mølby iniziasse le partite come difensore centrale aggiunto o battitore libero, prima di spostarsi a centrocampo accanto a Steve McMahon in una fase avanzata dei match. Durante l'anno, giocando da centrocampista, segnò 21 gol in quella che è stata senza dubbio la sua stagione migliore. La stagione culminò con la prestazione da uomo partita nel primo Derby del Merseyside durante una finale di FA Cup. Dopo aver perso il titolo nazionale proprio col Liverpool una settimana prima, i rivali dell'Everton, pur essendo passati in vantaggio per 1-0 grazie ad una rete di Gary Lineker, vennero nuovamente battuti dal Liverpool che nella ripresa ribaltò il risultato segnando tre reti (una doppietta di Ian Rush ed un gol di Craig Johnston), tutte ispirate da Mølby, riuscendo a conquistare il double.
Nella stagione successiva, in cui il Liverpool si piazzò secondo in campionato, venne confermato titolare. Durante la Coppa di Lega, che terminò con la sconfitta del Liverpool a Wembley contro l'Arsenal per 1-2, Big Jan, altrimenti soprannominato The Great Dane, mise a segno tre rigori nella ripetizione del 4º turno ad Anfield Road contro il Coventry City. Mølby segnò un altro rigore contro il Coventry in una partita di campionato ad Anfield il sabato successivo.
Durante il precampionato, nell'estate del 1987, Mølby subì un infortunio al piede che compromise, per sua stessa ammissione, l'intera stagione. Mølby saltò i primi tre mesi della stagione 1987-88, e con l'arrivo di John Barnes, collocato sulla fascia sinistra, il posto di Mølby come centrocampista centrale venne preso da Ronnie Whelan (che aveva fino ad allora giocato sulla sinistra). L'accoppiata Whelan e McMahon si rivelò un grande successo e, anche se a sua volta Whelan si infortunò nel corso della stagione, Mølby tornò in forma troppo tardi per riprendere il suo posto a centrocampo, che venne occupato da Nigel Spackman per il resto della stagione. Con Dalglish allenatore Mølby non fu più la prima scelta a centrocampo, ma divenne riserva di Whelan e McMahon.
Durante la stagione 1988-89, Mølby tornò titolare in prima squadra, giocando come centrale di difesa, in assenza dell'infortunato Alan Hansen. Tuttavia, nell'ottobre 1988 venne condannato a tre mesi di reclusione per guida in stato di ebbrezza, dopo che, nei primi giorni dell'anno, si era schiantato con la sua auto fuori da una discoteca del Merseyside. Il club gli stette vicino, e Jan tornò in prima squadra nel mese di gennaio 1989, perdurando l'assenza di Hansen, ma in marzo subì un nuovo infortunio che lo tenne fuori squadra per il resto della stagione. Nel mese di aprile 1989 Mølby, insieme ai suoi compagni di squadra, si strinse alle famiglie in lutto per il disastro di Hillsborough, presenziando a un certo numero di funerali.
La stagione seguente (la stagione dell'ultimo titolo conquistato dal Liverpool), vide Mølby, che entrava ed usciva dalla formazione titolare, piuttosto scontento, nonostante avesse spesso ben impressionato durante le sue occasionali apparizioni. Fu titolare in soli dodici incontri di campionato, anche se aveva beneficiato di un fortunato ritorno in squadra durante l'avvio di campionato, in sostituzione dell'infortunato Whelan.
Anche nella stagione successiva iniziò tra le riserve e fu sul punto di essere ceduto al Barcellona, quando un nuovo infortunio di Whelan diede a Mølby un'altra possibilità per dimostrare le sue capacità: tornò ad essere il rigorista della squadra, segnando tutti e otto i tiri dal dischetto decretati dagli arbitri. Ma la squadra, nonostante l'ottimo avvio di campionato (nove vittorie in altrettanti incontri), soffrì per l'assenza di McMahon, infortunatosi a sua volta, e per le dimissioni a sorpresa di Dalglish, terminando il campionato al secondo posto. Paradossalmente, nonostante numerosi riconoscimenti, tra cui il posto d'onore nella classifica dei migliori giocatori di Lega curata da una rivista di settore, Match, il Liverpool sembrò più equilibrato in sua assenza, non perdendo alcuna partita di Campionato o di Coppa quando Mølby non era nella formazione iniziale.
Il nuovo manager del Liverpool, Graeme Souness, dopo averne inizialmente elogiato le caratteristiche, snobbò Mølby all'inizio della stagione 1991-92, confermando Whelan e McMahon a centrocampo. L'ennesimo infortunio di Whelan riportò Mølby tra i titolari, risultando protagonista sia in Coppa UEFA che nella conquista della FA Cup.
Dopo aver subito un infortunio in un pareggio per 2-2 in Premier League contro il Manchester United all'Old Trafford il 18 ottobre 1992, la carriera di Mølby iniziò a declinare. Durante la sua carriera aveva sofferto perché tendeva ad aumentare di peso quando era infortunato e impossibilitato ad allenarsi. Ciò lo portava a periodi di recupero più lunghi, in genere non inferiori a tre mesi. Nelle tre stagioni dal 1992-93 al 1994-95, l'ultima di Mølby in Premier League, partì titolare in poco più di trenta incontri e segnò solo su rigore. All'inizio del 1995-96, l'allenatore Roy Evans lo diede in prestito prima al Barnsley e poi al Norwich City e nel febbraio 1996 Mølby lasciò il Liverpool per assumere l'incarico di allenatore-giocatore dello Swansea City. Risultò così, a soli 32 anni, il più giovane dirigente di un club di Premier League o di Football League.
Nel Liverpool ha segnato complessivamente 62 gol, 42 dei quali su rigore. Il suo record come rigorista nella massima serie è secondo solo a quello di Matthew Le Tissier. Detiene tuttora il record del maggior numero di rigori segnati da un giocatore del Liverpool.

#### Nazionale
Mølby debuttò nella Nazionale danese all'età di 18 anni, così come l'altro principale talento danese della sua generazione: Michael Laudrup. Entrambi hanno debuttato a livello internazionale contro la Norvegia il 15 giugno 1982.
Mølby ha giocato 33 partite con la Danimarca dal 1982 al 1990, segnando complessivamente due gol.
È stato parte integrante di quella nazionale danese, soprannominata "Danish Dynamite", che ha partecipato alle fasi finali del Campionato europeo del 1984 e della Coppa del Mondo 1986.

### Allenatore
Mølby divenne allenatore dello Swansea nel febbraio del 1996, ma fu licenziato nell'ottobre del 1997 insieme al suo assistente, Billy Ayre. Aveva portato lo Swansea alla finale dei play-off della Terza divisione cinque mesi prima, persa contro il Northampton per un gol all'ultimo minuto di John Frain, ma l'inizio stentato nella stagione 1997-98, che aveva visto lo Swansea in fondo alla classifica della Football League, determinò il cambio di allenatore.
Non ricevendo offerte come allenatore, intraprese per qualche tempo la carriera di commentatore in TV, finché non gli venne offerto di allenare gli Harriers Kidderminster, che allora militavano nella Football Conference. Mølby rilevò la squadra nel mese di aprile 1999 e apportando poche modifiche, tra cui l'innesto dell'ex compagno di squadra Mike Marsh, vinse il titolo di Conference, ottenendo la promozione in Football League.
Nel 2003 si spostò all'Hull City, dove la permanenza fu però breve, per tornare al Kidderminster nell'ottobre 2003, un'esperienza conclusasi con le sue dimissioni l'anno successivo, quando la squadra retrocesse nuovamente in Terza Divisione.
A seguito delle dimissioni di Kenny Jackett, allenatore dello Swansea all'inizio del 2007, si ipotizzò il ritorno Mølby al club. Tuttavia, Mølby ha dichiarato che il suo ritorno alla carriera di allenatore è assai improbabile.

## Fuori dal campo
Dal 2008, Mølby lavora come commentatore per Viasat, su TV3 +, spesso elogiando il suo ex club di Liverpool, dopo aver svolto lo stesso ruolo per il canale danese TV 2. Egli si occupa dello sport inglese anche per il canale radio BBC Radio 5 Live.
In una votazione del 2006 condotta sul sito web ufficiale del Liverpool, alla quale hanno partecipato 110.000 tifosi, Mølby, uno dei giocatori più talentuosi nella storia dei Reds, si è classificato al 16º posto tra i calciatori del Liverpool di tutti i tempi, primo tra i calciatori d'oltremanica; è risultato 30º nella classifica della rivista Four Four Two dei calciatori stranieri che hanno giocato nel calcio inglese.
Nell'aprile del 2009, è stato insignito dal sindaco di Liverpool del titolo di "Scouser onorario", vista la sua capacità di esprimersi nell'accento locale, lo scouse.

## Statistiche

### Cronologia presenze e reti in nazionale
| Cronologia completa delle presenze e delle reti in nazionale ― Danimarca | Cronologia completa delle presenze e delle reti in nazionale ― Danimarca | Cronologia completa delle presenze e delle reti in nazionale ― Danimarca | Cronologia completa delle presenze e delle reti in nazionale ― Danimarca | Cronologia completa delle presenze e delle reti in nazionale ― Danimarca | Cronologia completa delle presenze e delle reti in nazionale ― Danimarca | Cronologia completa delle presenze e delle reti in nazionale ― Danimarca | Cronologia completa delle presenze e delle reti in nazionale ― Danimarca |
| Data                                                                     | Città                                                                    | In casa                                                                  | Risultato                                                                | Ospiti                                                                   | Competizione                                                             | Reti                                                                     | Note                                                                     |
| ------------------------------------------------------------------------ | ------------------------------------------------------------------------ | ------------------------------------------------------------------------ | ------------------------------------------------------------------------ | ------------------------------------------------------------------------ | ------------------------------------------------------------------------ | ------------------------------------------------------------------------ | ------------------------------------------------------------------------ |
| 15-6-1982                                                                | Oslo                                                                     | Norvegia                                                                 | 2 – 1                                                                    | Danimarca                                                                | Amichevole                                                               | -                                                                        |                                                                          |
| 1-9-1982                                                                 | Bucarest                                                                 | Romania                                                                  | 1 – 0                                                                    | Danimarca                                                                | Amichevole                                                               | -                                                                        | 50’                                                                      |
| 27-10-1982                                                               | Copenaghen                                                               | Danimarca                                                                | 1 – 3                                                                    | Cecoslovacchia                                                           | Amichevole                                                               | -                                                                        | 46’                                                                      |
| 7-9-1983                                                                 | Copenaghen                                                               | Danimarca                                                                | 3 – 1                                                                    | Francia                                                                  | Amichevole                                                               | -                                                                        |                                                                          |
| 21-9-1983                                                                | Londra                                                                   | Inghilterra                                                              | 0 – 1                                                                    | Danimarca                                                                | Qual. Euro 1984                                                          | -                                                                        | 87’                                                                      |
| 14-3-1984                                                                | Amsterdam                                                                | Paesi Bassi                                                              | 6 – 0                                                                    | Danimarca                                                                | Amichevole                                                               | -                                                                        |                                                                          |
| 11-4-1984                                                                | Valencia                                                                 | Spagna                                                                   | 2 – 1                                                                    | Danimarca                                                                | Amichevole                                                               | -                                                                        |                                                                          |
| 16-5-1984                                                                | Praga                                                                    | Cecoslovacchia                                                           | 1 – 0                                                                    | Danimarca                                                                | Amichevole                                                               | -                                                                        | 46’                                                                      |
| 12-9-1984                                                                | Copenaghen                                                               | Danimarca                                                                | 3 – 1                                                                    | Austria                                                                  | Amichevole                                                               | -                                                                        |                                                                          |
| 26-9-1984                                                                | Copenaghen                                                               | Danimarca                                                                | 1 – 0                                                                    | Norvegia                                                                 | Qual. Mondiali 1986                                                      | -                                                                        |                                                                          |
| 17-10-1984                                                               | Berna                                                                    | Svizzera                                                                 | 1 – 0                                                                    | Danimarca                                                                | Qual. Mondiali 1986                                                      | -                                                                        | 56’                                                                      |
| 14-11-1984                                                               | Copenaghen                                                               | Danimarca                                                                | 3 – 0                                                                    | Irlanda                                                                  | Qual. Mondiali 1986                                                      | -                                                                        | 58’                                                                      |
| 11-9-1985                                                                | Copenaghen                                                               | Danimarca                                                                | 0 – 3                                                                    | Svezia                                                                   | Amichevole                                                               | -                                                                        | 46’                                                                      |
| 25-9-1985                                                                | San Pietroburgo                                                          | Unione Sovietica                                                         | 1 – 0                                                                    | Danimarca                                                                | Qual. Mondiali 1986                                                      | -                                                                        | 49’                                                                      |
| 9-10-1985                                                                | Copenaghen                                                               | Danimarca                                                                | 0 – 0                                                                    | Svizzera                                                                 | Qual. Mondiali 1986                                                      | -                                                                        | 81’                                                                      |
| 16-10-1985                                                               | Oslo                                                                     | Norvegia                                                                 | 1 – 5                                                                    | Danimarca                                                                | Qual. Mondiali 1986                                                      | -                                                                        | 46’                                                                      |
| 13-11-1985                                                               | Dublino                                                                  | Irlanda                                                                  | 1 – 4                                                                    | Danimarca                                                                | Qual. Mondiali 1986                                                      | 1                                                                        |                                                                          |
| 26-3-1986                                                                | Belfast                                                                  | Irlanda del Nord                                                         | 1 – 1                                                                    | Danimarca                                                                | Amichevole                                                               | -                                                                        |                                                                          |
| 13-5-1986                                                                | Oslo                                                                     | Norvegia                                                                 | 1 – 0                                                                    | Danimarca                                                                | Amichevole                                                               | -                                                                        | 61’                                                                      |
| 16-5-1986                                                                | Copenaghen                                                               | Danimarca                                                                | 1 – 0                                                                    | Polonia                                                                  | Amichevole                                                               | -                                                                        |                                                                          |
| 4-6-1986                                                                 | Nezahualcóyotl                                                           | Scozia                                                                   | 0 – 1                                                                    | Danimarca                                                                | Mondiali 1986 - 1º turno                                                 | -                                                                        | 83’                                                                      |
| 8-6-1986                                                                 | Nezahualcoyotl                                                           | Danimarca                                                                | 6 – 1                                                                    | Uruguay                                                                  | Mondiali 1986 - 1º turno                                                 | -                                                                        | 56’                                                                      |
| 13-6-1986                                                                | Santiago de Querétaro                                                    | Danimarca                                                                | 2 – 0                                                                    | Germania Ovest                                                           | Mondiali 1986 - 1º turno                                                 | -                                                                        |                                                                          |
| 18-6-1986                                                                | Santiago de Querétaro                                                    | Danimarca                                                                | 1 – 5                                                                    | Spagna                                                                   | Mondiali 1986 - Ottavi di finale                                         | -                                                                        | 70’                                                                      |
| 29-10-1986                                                               | Copenaghen                                                               | Danimarca                                                                | 1 – 0                                                                    | Finlandia                                                                | Qual. Euro 1988                                                          | -                                                                        |                                                                          |
| 12-11-1986                                                               | Bratislava                                                               | Cecoslovacchia                                                           | 0 – 0                                                                    | Danimarca                                                                | Qual. Euro 1988                                                          | -                                                                        | 46’                                                                      |
| 29-4-1987                                                                | Helsinki                                                                 | Finlandia                                                                | 0 – 1                                                                    | Danimarca                                                                | Qual. Euro 1988                                                          | 1                                                                        | Ammonizione                                                              |
| 3-6-1987                                                                 | Copenaghen                                                               | Danimarca                                                                | 1 – 1                                                                    | Cecoslovacchia                                                           | Qual. Euro 1988                                                          | 1                                                                        |                                                                          |
| 10-5-1988                                                                | Budapest                                                                 | Ungheria                                                                 | 2 – 2                                                                    | Danimarca                                                                | Amichevole                                                               | -                                                                        | 46’                                                                      |
| 14-9-1988                                                                | Londra                                                                   | Inghilterra                                                              | 1 – 0                                                                    | Danimarca                                                                | Amichevole                                                               | -                                                                        |                                                                          |
| 22-2-1989                                                                | Londra                                                                   | Italia                                                                   | 1 – 0                                                                    | Danimarca                                                                | Amichevole                                                               | -                                                                        | 36’                                                                      |
| 11-9-1990                                                                | Copenaghen                                                               | Danimarca                                                                | 1 – 0                                                                    | Galles                                                                   | Amichevole                                                               | -                                                                        | 46’                                                                      |
| 14-11-1990                                                               | Copenaghen                                                               | Danimarca                                                                | 0 – 2                                                                    | Jugoslavia                                                               | Qual. Euro 1992                                                          | -                                                                        | 72’                                                                      |
| Totale                                                                   |                                                                          | Presenze                                                                 | 33                                                                       |                                                                          | Reti                                                                     | 2                                                                        |                                                                          |

## Palmarès

### Giocatore
- Campionato olandese: 1

Ajax: 1982-1983
- KNVB beker: 1

Ajax: 1982-1983
- Campionato inglese: 3

Liverpool: 1985-1986, 1987-1988, 1989-1990
- Coppa d'Inghilterra: 2

Liverpool: 1985-1986, 1991-1992
- Charity Shield: 4

Liverpool: 1986, 1988, 1989, 1990

### Allenatore
- Football Conference: 1

Kidderminster Harriers: 1999-2000